# Grand-Auverné

Localització de Grand-Auverné

Grand-Auverné (en bretó Arwerneg-Veur) és un municipi francès, situat a la regió de país del Loira, al departament de Loira Atlàntic, que històricament va formar part de la Bretanya. L'any 2006 tenia 926 habitants. Limita amb Moisdon-la-Rivière, Petit-Auverné, Saint-Sulpice-des-Landes, Riaillé i La Meilleraye-de-Bretagne.

## Demografia
| 1962                                       | 1968  | 1975 | 1982 | 1990 | 1999 |
| ------------------------------------------ | ----- | ---- | ---- | ---- | ---- |
| 1.041                                      | 1.051 | 905  | 877  | 754  | 684  |
| Des de 1962: població sense dobles comptes |       |      |      |      |      |

## Administració
| Període   | Identitat       | Partit |
| --------- | --------------- | ------ |
| 1995-2008 | André Cruaut    |        |
| 2008-     | Paulette Cruaut |        |